# Diocesi di Tanagra
La diocesi di Tanagra (in latino Dioecesis Tanagraea) è una sede soppressa e sede titolare della Chiesa cattolica.

## Storia
Tanagra è un'antica sede vescovile della Grecia, suffraganea dell'arcidiocesi di Tebe.
Unico vescovo conosciuto di Tanagra è Esichio, che sottoscrisse la lettera dei vescovi della regione all'imperatore Leone (458) in seguito all'uccisione del patriarca alessandrino Proterio.
Dal XVIII secolo Tanagra è annoverata tra le sedi vescovili titolari della Chiesa cattolica; la sede è vacante dal 26 marzo 1983.

## Cronotassi

### Vescovi greci
- Esichio † (menzionato nel 458)

### Vescovi titolari
- Ferenc Barkóczy † (2 gennaio 1741 - 10 maggio 1745 nominato vescovo di Eger)
- Johann Karl Leopold von Scherffenberg † (21 aprile 1749 - 17 aprile 1771 deceduto)
- György Richvaldszky † (16 dicembre 1776 - 7 agosto 1779 deceduto)
- Felix von Stubenberg † (11 dicembre 1780 - 18 giugno 1828 deceduto)
- Giuseppe Rosati, C.M. † (13 febbraio 1822 - 20 marzo 1827 nominato vescovo di Saint Louis)
- Joaquín Fernández de Madrid y Canal † (19 dicembre 1834 - 25 dicembre 1861 deceduto)
- Salvador-Pierre Walleser, O.F.M.Cap. † (21 agosto 1912 - 1º gennaio 1946 deceduto)
- Henri-Aimé-Anatole Prunier, M.E.P. † (20 novembre 1947 - 10 marzo 1957 deceduto)
- Stanisław Jakiel † (3 giugno 1957 - 26 marzo 1983 deceduto)